# Guan Zhong
Guan Zhong (管仲) ou Guan Jingzhong (管敬仲), anciennement orthographié Kouan Tchong, Kouan Tchoung ou Kuan Chung (? - 645 av. J.-C.) fut Premier ministre de l’État de Qi durant la période des Printemps et des Automnes. Il entreprit des réformes qui élevèrent l’État au rang des plus puissants de l’époque. Zhong était son prénom social, son prénom d’origine étant Yiwu (夷吾). Il est aussi appelé Guanzi (管子), « maître Guan », du fait qu’il fut longtemps considéré comme l’auteur de l’encyclopédie Guanzi. 

## Biographie
Les principaux éléments de sa biographie se trouvent essentiellement dans le Guanzi, le Zuo Zhuan, les Entretiens de Confucius et le Shiji, ce dernier faisant le récit le plus vivant. 
Selon le Shiji, Guan Zhong était né à Yingshang (潁上) dans l’Anhui. Sans doute de bonne famille mais nullement riche, il se serait lié d’amitié dans sa jeunesse avec Bao Shuya (鮑叔牙), plus fortuné, un autre futur grand officier de Qi. Ils formaient un couple contrasté, la conduite de Bao Shuya étant en toute occasion irréprochable, tandis que Guan Zhong échouait dans toutes ses entreprises, commerce, armée, fonction publique, et se taillait la réputation de pique-assiette et de lâche. Néanmoins, Bao Shuya ne lui retira jamais son amitié. Ils entrèrent chacun dans la clientèle de frères du duc de Qi, Jiu (糾) (Guan Zhong) et Xiaobai (小白) (Bao Shuya), qu’ils suivirent respectivement à Lu et à Ju (莒國) lorsque des troubles commencèrent à s’élever dans le pays du fait de l’incurie du duc Xiang  (齊襄公). Lorsque celui-ci mourut en 686 av. J.-C., Xiaobai finit par obtenir le trône et devint le duc Huan (齊桓公). Il lança une campagne contre Lu. Durant la bataille, Guan Zhong tira une flèche en direction du duc dont la vie fut épargnée par un ornement de métal qu’il portait à la ceinture. Qi obtint la victoire et exigea la mise à mort de Jiu et l’extradition de ses conseillers. Ils se suicidèrent plutôt que de se rendre, décision attendue dans leur situation, mais Guan Zhong, fidèle à sa réputation d’homme pour qui l'honneur comptait peu, décida de tenter sa chance, misant sur Bao Shuya pour le tirer de ce mauvais pas. Il ne fut pas déçu. Son ami obtint pour lui la grâce du duc, et même une place au palais. Dans ses nouvelles fonctions il fit enfin la preuve de ses capacités et le souverain n’eut pas à regretter sa clémence.
Il est impossible de juger de la véracité de cette histoire, qui fait partie des légendes historiques de la Chine ancienne lues encore de nos jours par les scolaires. Elle illustre le sens du mot zhījǐ  (知己) « un ami qui vous connaît comme s’il vous avait fait », car au moment de sa grâce, Guan Zhong se serait écrié : « Mes parents m’ont donné la vie, mais c’est Bao Shuya qui me comprend ! » (生我者父母 知我者鮑叔也)

## Réformes
Guan Zhong entreprit des réformes pour moderniser le pays. Le pouvoir fut centralisé et l’État divisé en régions appelées xiang (郷) spécialisées chacune dans une certaine activité. La population fut répartie en groupes de cinq foyers mutuellement responsables, système que reprendront les légistes. Les impôts, calculés selon un code uniforme, étaient levés directement par le pouvoir central auprès des régions, court-circuitant l’aristocratie. Il développa une méthode de sélection de gouverneurs qui devaient désormais être des fonctionnaires et non automatiquement des membres des grandes familles locales. Il encouragea le développement des salines et de la pêche et instaura une sorte de monopole d’État sur leur production. Ses réformes portèrent leurs fruits car durant son administration la puissance de Qi crût et le duc Huan devint hégémon. Néanmoins, peu après sa mort et celle du duc, la situation se dégrada et l'hégémonie passa à Jin.